# Amphoriscidae
Amphoriscidae is een familie van sponsdieren uit de klasse van de Calcarea (kalksponzen).

## Geslachten
- Amphoriscus Haeckel, 1870
- Leucilla Haeckel, 1872
- Paraleucilla Dendy, 1892